# Гамера против Джайгера
Гамера против Джайгера (яп. ガメラ対大魔獣ジャイガー гамэра тай дайма дзяйга) — японский дайкайдзю-фильм, поставленный режиссёром Нориаки Юасой. Шестой фильм о черепахе Гамере и первый — о Джайгере. В зарубежном прокате фильм также выходил под названиями «Гамера против Монстра X» и «Война чудовищ». Мировая премьера состоялась 21 марта 1970 года, спустя почти пять лет после первого фильма. Это последний Сёва-фильм с Гамерой, имевший большой успех за пределами Японии.
Выпуск полной версии фильма на DVD состоялся 21 сентября 2010 года. В дополнение на том же диске выпущен предыдущий фильм — «Гамера против Гирона».

## Сюжет
Ничего не подозревающие археологи выкапывают из земли древнюю статую на удалённом острове в Тихом океане. Как оказывается, эта статуя сдерживала в горах ужасающего похожего на кабана монстра Джайгера. Теперь прилетевшей в очередной раз черепахе Гамере предстоит столкнуться с ещё более сильным и опасным врагом: Джайгер может стрелять шипами из отверстий на голове, притягивать огромные предметы присосками на лапах, а также стрелять тепловым лучом, разрушающем всё на молекулярном уровне, и он может летать. Кроме того, на конце хвоста у Джайгера есть яйцеклад, которым он может ввести свою личинку во врага, но об этом даже никто не догадывается. Обездвижив Гамеру после короткой схватки, Джайгер направляется к Японии, вслед за увозимой в спешке статуей. Пока Гамера пытается покинуть остров, Джайгер уже начинает разрушать Осаку.

## В главных ролях
| Актёр            | Роль           |
| ---------------- | -------------- |
| Цутому Такакува  | Хироси         |
| Келли Варис      | Томми Вильямс  |
| Кэтерин Мёрфи    | Сьюзан Вильямс |
| Идзуми Умэносукэ | Гамера         |

## В американском прокате
Это последний фильм с Гамерой, который распространялся в США под руководством American International Pictures. Название было изменено на «Гамера против Монстра X». Позже кайдзю с таким именем появился в фильме «Годзилла: Финальные войны», что снизило популярность американской версии фильма, вышедшей на DVD в том же 2004 году.